# Volleyball-Weltmeisterschaft der Frauen 1967
Die Volleyball-Weltmeisterschaft der Frauen 1967 fand vom 25. bis 29. Januar in Tokio statt. Die Gastgeber verteidigten ihren Titel erfolgreich.

## Ereignisse vor dem Turnierbeginn
Im Jahr 1964 wählte die FIVB zunächst Peru als Ausrichter der Weltmeisterschaft, die vom 12. bis 29. Oktober 1966 stattfinden sollte. Da die Organisation in Peru misslang, wurde Japan als Veranstalter bestimmt und der Termin auf Januar 1967 verlegt. Unmittelbar vor dem Beginn des Turniers kam es in Tokio zu Unruhen. Die Gastgeber weigerten sich, die offiziellen Namen der DDR und Nordkoreas zu nennen und die Nationalhymnen und Flaggen dieser Staaten zu präsentieren. Deshalb zogen sich die beiden Mannschaften zurück. Einige weitere sozialistische Staaten zeigten ihre Solidarität mit der DDR und Nordkorea, indem sie das Turnier boykottierten. Somit blieben nur vier Teilnehmer übrig.

## Ursprüngliche Gruppeneinteilung
| Gruppe A         |
| Japan            |
| Nordkorea        |
| Peru             |
| Tschechoslowakei |

| Gruppe B    |
| DDR         |
| Sowjetunion |
| Südkorea    |

| Gruppe C            |
| Volksrepublik China |
| Polen               |
| Ungarn              |
| Vereinigte Staaten  |

## Spielplan
Die vier Teilnehmer spielten in einer Gruppe „jeder gegen jeden“. Der Gruppensieger wurde neuer Weltmeister.
| Finalgruppe |                    |   |   |       |
| Platz       | Team               | S | N | Sätze |
| 1.          | Japan              | 3 | 0 | 9:0   |
| 2.          | Vereinigte Staaten | 2 | 1 | 6:5   |
| 3.          | Südkorea           | 1 | 2 | 4:6   |
| 4.          | Peru               | 0 | 3 | 1:9   |

| 25. Januar | USA      | Südkorea | 3:1 |
|            | Japan    | Peru     | 3:0 |
| 27. Januar | USA      | Peru     | 3:1 |
|            | Japan    | Südkorea | 3:0 |
| 29. Januar | Südkorea | Peru     | 3:0 |
|            | Japan    | USA      | 3:0 |